# Murtosa
Murtosa – miejscowość w Portugalii, leżąca w dystrykcie Aveiro, w regionie Centrum w podregionie Baixo Vouga. Miejscowość jest siedzibą gminy o tej samej nazwie.

## Demografia
| Liczba ludności gminy Murtosa (1930–2011) | Liczba ludności gminy Murtosa (1930–2011) | Liczba ludności gminy Murtosa (1930–2011) | Liczba ludności gminy Murtosa (1930–2011) | Liczba ludności gminy Murtosa (1930–2011) | Liczba ludności gminy Murtosa (1930–2011) | Liczba ludności gminy Murtosa (1930–2011) |
| ----------------------------------------- | ----------------------------------------- | ----------------------------------------- | ----------------------------------------- | ----------------------------------------- | ----------------------------------------- | ----------------------------------------- |
| 1930                                      | 1960                                      | 1981                                      | 1991                                      | 2001                                      | 2004                                      | 2011                                      |
| 13 310                                    | 12 328                                    | 9816                                      | 9579                                      | 9458                                      | 9657                                      | 10 585                                    |

## Sołectwa
Sołectwa gminy Murtosa (ludność wg stanu na 2011 r.):
- Bunheiro – 2682 osoby
- Monte – 1459 osób
- Murtosa – 3699 osób
- Torreira – 2745 osób